# Caribochernes pumilus
Genre
Espèce
Caribochernes pumilus, unique représentant du genre Caribochernes, est une espèce de pseudoscorpions de la famille des Chernetidae.

## Distribution
Cette espèce est endémique de République dominicaine.

## Description
Caribochernes pumilus mesure de 0,95 à 1,10 mm.

## Publication originale
- Beier, 1976 : Pseudoscorpione von der Dominicanischen Republik (Inset Haiti). Revue Suisse de Zoologie, vol. 83, no 1, p. 45-58 (texte intégral).